# Hadena fasciata
Hadena fasciata är en fjärilsart som beskrevs av Barend J. Lempke 1940. Hadena fasciata ingår i släktet Hadena och familjen nattflyn. Inga underarter finns listade i Catalogue of Life.